# Мендрикс, Янис
Я́нис Ме́ндрикс или Янис Антонович Мендрикс (в документах ГУЛАГа) (латыш. Jānis Mendriks; 21 января 1907, с. Лококи (Logocki) Калупской волости, вблизи Аглоны, Витебская губерния, Российская империя — 1 августа 1953, Юр-Шор, Воркута) — священник Римско-католической церкви.

## Биография
Войдя в Конгрегацию мариан, он начал своё послушание в Вилани 8 декабря 1926 года под руководством о. Бенедикта Скринда. Он дал свои первые обеты 9 декабря 1927 года. Окончил католическую гимназию в Аглоне. 6 января 1933 года он произнёс свои вечные обеты. В том же году он поступил в Рижскую духовную семинарию. В воскресенье, 3 апреля 1938 года, он был рукоположён священником архиепископом Антониом Сеновичем в Соборе Святого Якоба в Риге.
После рукоположения в священство он служил викарием в приходе мариан в Вилани, отправляясь в близлежащие церкви, которые также находились под опекой марианцев. Некоторое время он служил в приходах Ламини, Кандавы и Сабиле в Курляндии.
В 1942 во время служения в Остронском приходе отказал в христианском погребении полицейского на немецкой службе, который был убит партизанами, потому что у него, как было известно, была наложница, но он не покаялся до своей кончины в нарушении седьмой заповеди — «не прелюбодействуй». После этого был вынужден скрываться из-за опасности, угрожавшей его жизни, до конца войны.
После окончания войны он снова мог открыто вести свою пастырскую работу. 19 февраля 1948 года он стал пастором прихода Яунборн и Элерна. 25 октября 1950 года он был арестован и отправлен в тюрьму в Риге. 24 марта 1951 года приговорён к 10 годам ИТЛ за «организацию антисоветских националистических банд и антисоветскую агитацию».
25 октября 1950 года он был арестован МГБ в Яунборне, а затем отправлен в тюрьму в Риге. Там 24 марта 1951 года приговорён к 10 годам принудительного труда в лагере по статьям 17-58-1а и 58-10 ч. 2. Отправлен в лагерь в Воркуту, где добывал уголь и продолжал тайно исполнять пастырские обязанности, служил, причащал верующих. Во время пребывания в трудовом лагере о. Мендрикс тайно выполнял своё священническое служение среди заключённых: праздновал порой Святую Мессу, исповедовал и причащал. Для этого он носил с собой небольшую коробку в виде портсигара, в которой он хранил Святые дары.
В 1953 отбывал срок в лагерном отделении № 10  Речлага, шахты № 29

## Забастовка, смерть и реабилитация
Принимал участие в Воркутинском восстании.
Был участником забастовки в лагерном отделении № 10 шахты № 29 28 июля — 1 августа 1953 года. Отец Мендрикс считал, что он должен оставаться вместе со всеми заключёнными в момент смертельной опасности, чтобы подготовить их к смерти. Поэтому он стоял в первых рядах толпы политзаключённых лагеря Юр-Шор, когда солдаты открыли огонь. Среди тех, кто оказался сразу убит был и о. Янис Мендрикс. Он погиб при чтении молитвы отпущения грехов.
Похоронен на мемориальном кладбище «Юр-Шор» города Воркуты (могила № А-62).
Со крахом советского строя генеральная прокуратура Латвии реабилитировала о. Яниса Мендрикса 5 июля 1991 года.
31 мая 2003 года в Главной семинарии «Мария — Царица Апостолов», в Санкт-Петербурге, архиепископ Тадеуш Кондрусевич, московский митрополит, официально открыл процесс беатификации мучеников, погибших при советской власти. Среди кандидатов на честь официального признания Блаженными мучениками советского режима оказался и отец Янис Мендрикс.